# Simetrización y antisimetrización
La simetrización y antisimetrización de un tensor son operaciones que a partir de un tensor producen un tensor del mismo tipo, pero con cierta simetría añadida en un conjunto escogido de índices. 
El tensor resultante suele nombrarse del mismo modo que el tensor original, salvo por el uso de paréntesis para denotar al conjunto de índices simetrizados o de corchetes para el conjunto de índices antisimetrizados. Por ejemplo, la simetrización del tensor {\displaystyle T_{ij}} en todos sus índices es el tensor simétrico {\displaystyle \scriptstyle T_{(ij)}={1 \over 2}\left(T_{ij}+T_{ji}\right)}, mientras que su antisimetrización sería el tensor antisimétrico {\displaystyle \scriptstyle T_{[ij]}={1 \over 2}\left(T_{ij}-T_{ji}\right)}.

## Simetrización
Se define la operación de simetrización sobre k índices del mismo tipo (todos covariantes o todos contravariantes) de un tensor cualquiera según la fórmula:
{\displaystyle A_{(m_{1}\ldots m_{k})m_{k+1}\ldots m_{q}}^{n_{1}\ldots n_{p}}={\frac {1}{k!}}\sum _{\sigma (m_{1}\ldots m_{k})}A_{\sigma (m_{1})\ldots \sigma (m_{k})m_{k+1}\ldots m_{q}}^{n_{1}\ldots n_{p}}}.
Observamos cómo la suma se extiende a todas las permutaciones de los índices que aparecen rodeados por paréntesis. {\displaystyle \sigma (m_{1}\ldots m_{k})} .
Por ejemplo:
{\displaystyle A_{(klm)}={\frac {1}{3!}}(A_{klm}+A_{lmk}+A_{mkl}+A_{kml}+A_{lkm}+A_{mlk})}.

## Antisimetrización
Del mismo modo se define la antisimetrización en k índices del mismo tipo como:
{\displaystyle A_{[m_{1}\ldots m_{k}]m_{k+1}\ldots m_{q}}^{n_{1}\ldots n_{p}}={\frac {1}{k!}}\sum _{\sigma (m_{1}\ldots m_{k})}(-1)^{\operatorname {sgn} \sigma }A_{\sigma (m_{1})\ldots \sigma (m_{k})m_{k+1}\ldots m_{q}}^{n_{1}\ldots n_{p}}}.
De nuevo la suma recorre todas las posibles permutaciones de los índices antisimetrizados, pero ahora el factor {\displaystyle \operatorname {sgn} \sigma } tiene en cuenta la paridad de la permutación.
Ejemplos:
{\displaystyle A_{[klm]}={\frac {1}{3!}}(A_{klm}+A_{lmk}+A_{mkl}-A_{kml}-A_{lkm}-A_{mlk})};
{\displaystyle A_{k}^{q[l}B_{pr}^{m]}={\frac {1}{2!}}(A_{k}^{ql}B_{pr}^{m}-A_{k}^{qm}B_{pr}^{l})}.

## Propiedades
- Si aplicamos simetrización en un conjunto de índices y, acto seguido , en un conjunto de índices que contenga al anterior, podemos ignorar la primera simetrización.
- Si aplicamos simetrización a un conjunto de índices y posteriormente antisimetrizamos al menos dos de esos índices, el resultado es el tensor nulo.

Los anteriores resultados siguen siendo válidos si intercambiamos los papeles de simetrización y antisimetrización.
- En general, las operaciones de simetrización o antisimetrización no conmutan unas con otras. No se permiten expresiones del tipo {\displaystyle A_{[k(lm]n)}} al no saber en qué orden se efectuaron las operaciones. Sí podemos asegurar que conmutan cuando actúan sobre conjuntos disjuntos de índices. Por ello, sí están permitidas expresiones del tipo {\displaystyle A_{[kl](mn)}}.

## Otras definiciones
Algunos autores no incluyen el factor {\displaystyle {\frac {1}{k!}}} en las definiciones anteriores, esto obliga a corregir otras fórmulas. En este caso, se perdería la propiedad de que la simetrización de un tensor simétrico coincida con él mismo.